# Isla Dharmadam
La Isla Dharmadam también conocida como isla Verde, es una pequeña isla privada de 2 hectáreas localizada en el distrito de Kannur del estado de Kerala, al sur de la India. Se encuentra a 100 metros de la parte continental en Dharmadam. Esta isla, cubierta de palmeras y arbustos densos posee una hermosa vista desde la playa de Muzhappilangad. Durante la marea baja, se puede caminar a lo largo de la playa. Se requiere permiso para aterrizar en la isla, ya que es una propiedad privada. Dharmadam, conocida anteriormente como Dharmapattanam, fue antes un bastión budista.
Dharmadam se encuentra a 4 km de la ciudad de Thalassery.